# جوزيف ماكسيميليان مولر
جوزيف ماكسيميليان مولر (بالإنجليزية: Joseph Maximilian Mueller)‏ هو كاهن كاثوليكي أمريكي، ولد في 1 ديسمبر 1894 في سانت لويس في الولايات المتحدة، وتوفي في 9 أغسطس 1981 في سيوكس سيتي في الولايات المتحدة.